# A capela

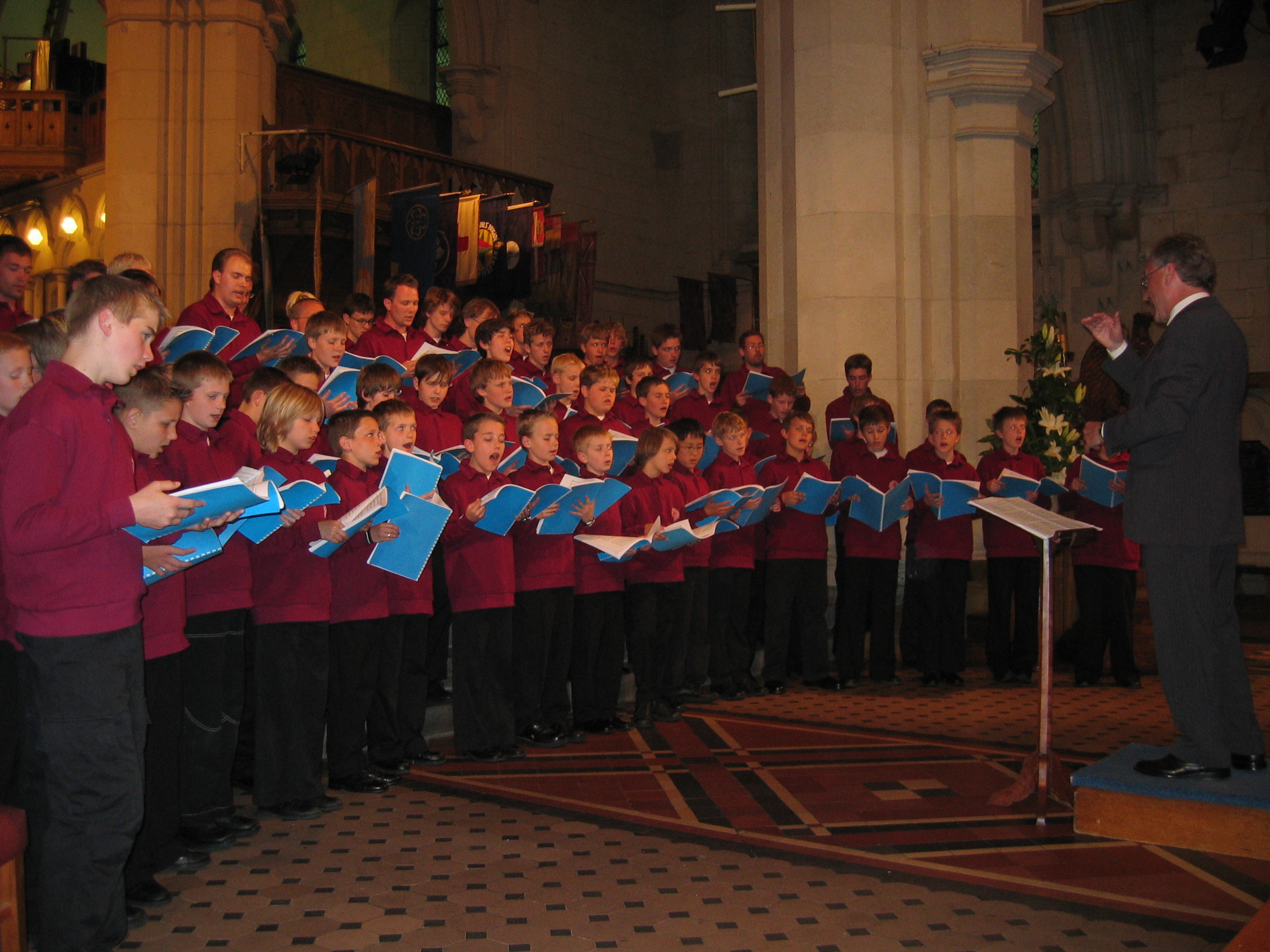
Roskilde Cathedrals Boys Choir

A capela (del italiano: a cappella ‘[como] en la capilla’) es la forma de crear música únicamente por medio de la voz humana, generando los sonidos, el ritmo, la melodía y la armonía necesarias, sin necesidad de ningún instrumento musical.

## Origen
La música a capela es música vocal sin acompañamiento instrumental. El término a capela viene del italiano ‘[como] en la capilla’ o ‘[al estilo] de la capilla’. El término se refería originalmente a la música escrita, dentro del ámbito litúrgico católico, en el estilo antiguo renacentista, destinada a las capillas musicales, en contraste con el nuevo repertorio que va tomando importancia en el barroco de música «concertada», esto es, con una parte instrumental específica escrita de manera independiente de la voces (lo que derivará en el concepto de orquesta). La musicología del siglo XIX, ante la ausencia de mención explícita del uso de instrumentos en la polifonía renacentista, establecerá de manera errónea que esta era interpretada de manera exclusiva por voces, idea que se mantiene hasta bien avanzado el siglo XX. De ahí la derivación del término a cappella en el significado actual de solo voces, sin instrumentos, aunque en las capillas renacentistas (y antes ya en la polifonía medieval) era común el uso de instrumentos doblando y/o sustituyendo a las voces, tanto por necesidades ocasionales como por gusto por el color obtenido.
En castellano, y según las últimas normas ortográficas de la RAE de 2010, debería escribirse o a la italiana, con las consonantes dobladas, y en cursiva o entre comillas, o preferiblemente castellanizado como a capela, aunque con frecuencia se encuentra incorrectamente escrito con la ele doble únicamente.
La música a capela es utilizada a menudo en música sacra. El canto gregoriano es el ejemplo más claro de música a capela. No era infrecuente el canto de la polifonía renacentista sin el uso de instrumentos, del mismo modo que en el caso del madrigal en el ámbito profano, aunque en ninguno de los dos ejemplos es esto una norma, y era igualmente habitual el uso de instrumentos, que se generalizará con el tiempo. Los amish, las iglesias de Cristo, congregaciones bautistas «primitivas», la mayoría de las congregaciones de la Iglesia católica y los cristianos ortodoxos del este (especialmente rusos y otros grupos eslavos) son cuerpos religiosos conocidos por realizar los oficios sin acompañamiento musical. El arpa sagrada, un tipo de música «popular» religiosa, es también un estilo de canto a capela. Durante los años 1980, ha tenido mayor auge entre los grupos religiosos el uso de agrupaciones vocales como entretenimiento. Entre los grupos restauracionistas de Estados Unidos, Keith Lancaster formó un grupo llamado por antonomasia.

## Historia
Desde el descubrimiento de los primeros aparatos para grabar sonido las grabaciones de música a capela son numerosas. La invención del magnetófono en la década de los cuarenta llegó acompañado de la época dorada de los grupos vocales estadounidenses con un gran número de estilos desarrollados desde los campos de algodón de los esclavos con su góspel. Blues, scat, jazz, bebop, rock and roll, doo wop, surf y un largo etcétera son estilos de las décadas de 1940, 1950 y 1960. Desde la década de 1980, incitado por el éxito de canciones de artistas como Bobby McFerrin, Boyz II Men, Flying Pickets, Take 6 Neri per Caso, Vocal Siete, Rockapella, etc., esta forma de música está en auge.[cita requerida]
Los arreglos de la música popular para los pequeños conjuntos a capela incluyen generalmente una voz que canta la melodía principal, llamada vocal o lead, una que canta sobre una línea de bajo, y que marca el ritmo, llamada bajo, y las voces restantes que contribuyen al acompañamiento en forma de armonía acorde, llamado coro. Sin embargo, muchos grupos a cappella contemporáneos han adoptado otros métodos, incluyendo polifonía y el beatbox, que consiste en una caja de ritmos producida con la boca o la imitación de una batería, percusión menor, platillos, etc.
También han surgido bandas de música a capela en géneros de música más populares, como Van Canto, que combina sus propios temas con versiones a capela de clásicos del heavy metal.
En 2009 surgió el grupo The Voca People originario de Israel, que combina el canto a capela con beatboxing.
En 2015, el grupo a capela estadounidense Pentatonix ganó un Grammy al Mejor arreglo instrumental o a capela por su tema «Daft Punk». Esto supuso un gran avance en el reconocimiento de la música a capela en el ámbito contemporáneo.